# Literatura fantastică

Eragon, roman fantastic de Christopher Paolini

Literatura fantastică este literatura caracterizată prin desfășurarea acțiunii într-un univers imaginar, în care are loc o intruziune a supranaturalului în lumea reală. Magia, evenimentele supranaturale și creaturile fabuloase sunt elemente comune acestor lumi imaginare. 
Fantasticul este un subgen de ficțiune speculativă și se deosebește de genurile science fiction și horror prin absența unor teme științifice sau macabre, deși aceste genuri se combină adesea între ele. Operele artistice fantastice s-au dezvoltat puternic începând din anii 1960, sub forma filmelor, emisiunilor de televiziune, romanelor grafice, jocurilor video și artelor vizuale. 
Unele romane fantastice scrise inițial pentru copii, cum ar fi Aventurile lui Alice în Țara Minunilor, seria Harry Potter și Hobbitul, sunt atrăgătoare și pentru publicul adult. 

## Istoric

### Începuturi
Filozofia lui Platon a avut o mare influență asupra genului fantastic. În tradiția creștină platoniciană, existența altor lumi și a unei structuri de mare importanță metafizică și morală au dat substanță lumilor fantastice din operele moderne. Lumea magiei este în mare măsură legată de lumea greco-romană de mai târziu. 
India are o lungă tradiție a poveștilor și personajelor fantastice, care-și trag originea din mitologia vedică. Panchatantra (Fabulele lui Bidpai), despre care unii cercetători cred că a fost compusă în jurul secolului al III-lea î.Hr., se bazează pe tradiții orale mai vechi, inclusiv „fabule cu animale care sunt la fel de vechi pe cât ne putem imagina”  Ea a influențat literatura fantastică din Europa și din Orientul Mijlociu. Diversele povești supranaturale și fabule cu animale sunt folosite pentru a ilustra principiile indiene centrale ale științei politice. Animalele care vorbesc, înzestrate cu calități umane, au devenit acum o bază a fanteziei moderne. Baital Pachisi (Vikram și vampirul), o colecție de povestiri fantastice în ramă, a fost, potrivit lui Richard Francis Burton și Isabel Burton, germenul care a culminat cu O mie și una de nopți și care a inspirat, de asemenea, antologiile de povești Măgarul de aur al lui Apuleius (secolul al II-lea d.Hr.), Decameronul (c.1353) lui Boccacio, Pentameronul (1634, 1636) „și toată această clasă de literatură ficțională”.
Antologia O mie și una de nopți din Orientul Mijlociu a influențat, de asemenea, literatura fantastică din Europa Occidentală, fiind tradusă din arabă în franceză în anul 1704 de către Antoine Galland. Au fost scrise multe imitații, mai ales în Franța. Mai multe personaje ale acestor povești epice au pătruns în cultura occidentală, precum Aladdin, Sinbad și Ali Baba.

### Epoca Iluminismului
Basmele literare, cum au fost cele scrise de Charles Perrault (1628-1703) și de Madame d'Aulnoy (1650-1705), au devenit foarte populare la începutul Iluminismului. Multe dintre poveștile lui Perrault au devenit modele ale basmelor și au influențat creațiile fantastice ulterioare. Într-adevăr, atunci când Madame d'Aulnoy și-a numit poveștile contes de fée, ea a inventat un termen care este utilizat în prezent pentru acest gen, distingând astfel basmele de alte povești prin prezența elementelor fantastice supranaturale. Această distincție i-a influențat pe scriitorii de mai târziu, care au preluat în același mod poveștile populare în epoca romantismului.
Unele scrieri fantastice destinate cititorilor adulți au fost publicate în Franța secolului al XVIII-lea, printre care poveștile filozofice (contes philosophiques) „Prințesa Babilonului” (1768) și „Taurul alb” (1774) ale lui Voltaire.
Această epocă a fost, totuși, ostilă fanteziei. Autorii noilor tipuri de ficțiune, precum Defoe, Richardson și Fielding, au scris în stilul realist, iar multe dintre scrierile realiste timpurii au fost critice cu privire la prezența elementelor fantastice în operele de ficțiune.

### Epoca romantismului
În etapa târzie a tradiției romantice, ca reacție la spiritul Iluminismului, folcloriștii au colectat basme, poeme epice și balade și au început să le tipărească. Frații Grimm au fost inspirați în alcătuirea colecției Poveștile fraților Grimm, (1812) de mișcarea romantismului german. Mulți colecționari au fost inspirați de poveștile fraților Grimm și de altele similare. Motivele lor au avut originea nu numai în romantism, ci și în naționalismul romantic, din care mulți s-au inspirat pentru a salva folclorul țării lor: uneori, ca în cazul Kalevalei, ei au compilat folclorul existent într-o creație literară epică asemănătoare cu cea a altor națiuni; uneori, ca în cazul volumului de poezii Ossian (1760), ei au fabricat un folclor care ar fi trebuit să fi existat. Aceste lucrări, fie ele basme, balade sau povești folclorice, au reprezentat o sursă majoră pentru operele literare fantastice scrie mai târziu.
Principalii scriitori romantici francezi care au scris opere literare fantastice au fost Charles Nodier, cu Smarra (1821) și Trilby (1822), și Théophile Gautier cu povestiri ca „Omphale” (1834) și „One of Cleopatra's Nights” (1838) și cu romanul ulterior Spirite (1866).

### Epoca victoriană
Literatura fantastică a fost populară în epoca victoriană, mai ales lucrările scriitorilor Mary Shelley (1797-1851), William Morris, George MacDonald, și Charles Dodgson, autorul cărții Alice în Țara Minunilor (1865). 
Hans Christian Andersen (1805-1875) a inițiat un nou stil de basme, în care întâmplările sunt relatate cu seriozitate. Inspirându-se de aici, John Ruskin a scris Regele râului de aur (1851), un basm care folosește genuri noi de personaje precum personificarea vântului South-West Wind (Vântul de Sud-Vest), care devine aici un personaj irascibil, dar amabil, asemănător cu Gandalf al lui Tolkien.
Scriitori ca Edgar Allan Poe (1809-1849) și Oscar Wilde (în Portretul lui Dorian Gray, 1890) au dezvoltat genul fantastic,  relatând povești de groază, o ramură separată a fanteziei speculative, care a avut o mare influență asupra lui H.P. Lovecraft și a altor scriitori interesați de fantezia întunecată. Wilde a scris, de asemenea, mai multe povestiri fantastice pentru copii, adunate în volumele The Happy Prince and Other Stories (1888) și A House of Pomegranates (1891).
H. Rider Haggard a dezvoltat convențiile subgenului Lumea pierdută în romanele Minele regelui Solomon (1885) și She: A History of Adventure (1887). Cum Africa era încă necunoscută scriitorilor europeni, ea a permis dezvoltarea fanteziei literare cu privire la viața de pe acest continent. Alți scriitori, inclusiv Edgar Rice Burroughs și Abraham Merritt, și-au construit opera pe această convenție. 

### După 1901
J.R.R. Tolkien a jucat un rol important în popularizarea și accesibilitatea genului fantastic în creațiile sale literare cu cel mai mare succes: Hobbitul (1937) și Stăpânul inelelor (1954-1955). Tolkien a fost influențat în mare măsură de o colecție veche de mituri anglo-saxone, în special de Beowulf, precum și de romanul The Worm Ouroboros (1922) al lui E.R. Eddison. Prietenul apropiat al lui Tolkien, C.S. Lewis, autorul Cronicilor din Narnia (1950-1956) și profesor englez de colegiu, cu o gamă similară de interese, a contribuit, de asemenea, la popularizarea genului fantastic. 
La începutul mileniului, romanele cu Harry Potter ale lui J.K. Rowling, care prezintă viața unui tânăr vrăjitor, au obținut o largă popularitate.

## Stil

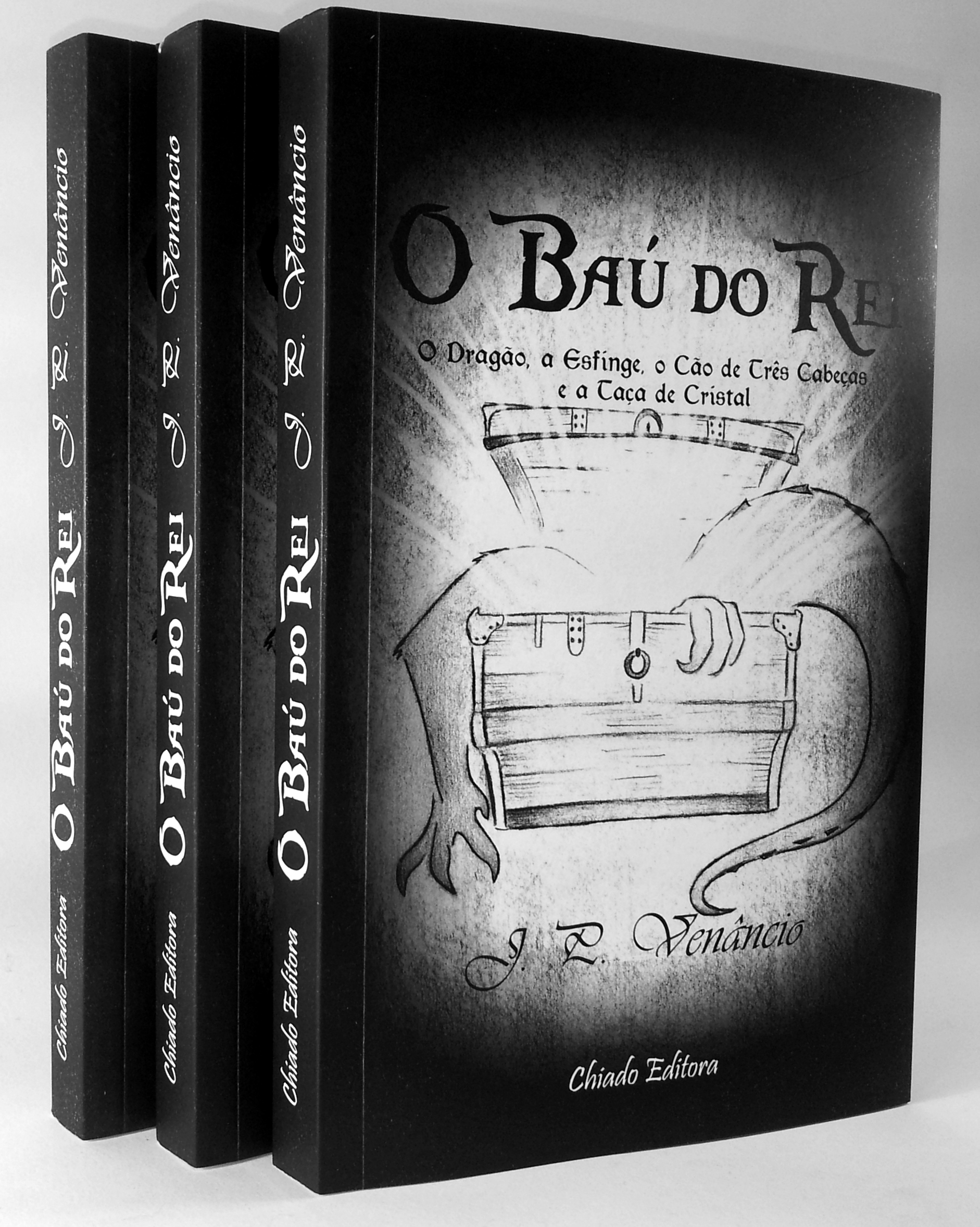
Capa de O Baú do Rei

Simbolismul joacă adesea un rol semnificativ în literatura fantastică, adesea prin folosirea unor figuri arhetipale inspirate din textele mai vechi sau din folclor. Unii specialiști susțin că literatura fantastică și arhetipurile ei influențează indivizii și societatea, iar mesajele ei sunt actualizate în permanență pentru societățile contemporane.